# アルメニア

アルメニア共和国
Հայաստանի Հանրապետություն

国の標語：Մեկ Ազգ , Մեկ Մշակույթ
（アルメニア語: 一つの国家、1つの文化）
国歌：Մեր Հայրենիք（アルメニア語）
我が祖国

アルメニア共和国（アルメニアきょうわこく、アルメニア語: Հայաստանի Հանրապետություն）通称アルメニアは、ユーラシア大陸の南コーカサスの内陸国である。首都はエレバン。

## 概要
西アジアのアルメニア高原に位置し 、西にトルコ、北にジョージア、東に事実上の独立した共和国アルツァフ共和国とアゼルバイジャン、南ではイランとアゼルバイジャンの飛び地ナヒチェヴァンに国境を接する。
同国の地域はウラルトゥを基盤に形成されている。ウラルトゥが成立したのは紀元前860年で、紀元前6世紀にはアルメニア・サトラピーに取って代わられた。アルメニア王国は紀元前1世紀にティグラネス大王のもとで絶頂期を迎え、世界で初めてキリスト教を公教として採用した国家となった。国家がキリスト教を採用した正式な日付は301年である。アルメニアは現在も世界最古の国教会であるアルメニア使徒教会を国の主要な宗教施設として認めている。古代アルメニア王国は、5世紀初頭頃に東ローマ帝国とサーサーン朝の間で分裂した。バグラトゥニ朝のもと、9世紀にバグラトゥニ王国が復活してアルメニア王国となった。東ローマとの戦争で衰退し、1045年に王国は陥落し、アルメニアはすぐにセルジュークトルコの侵略を受けた。アルメニア公国と後にキリキア・アルメニア王国は、11世紀から14世紀の間に地中海の海岸に位置していた。
16世紀から19世紀の間に、東アルメニアと西アルメニアで構成される伝統的なアルメニアの祖国は、オスマン帝国とペルシャ帝国の支配下にあり、何世紀にもわたって、2つのどちらかによって繰り返し支配された。19世紀までには、東部アルメニアはロシア帝国に征服され、西部アルメニアはオスマン帝国の支配下にあった。第一次世界大戦中、150万人のアルメニア人がオスマン帝国の先祖代々の土地に住んでいたが、第一次世界大戦で組織的に絶滅させられた。1918年、ロシア革命後、ロシア帝国が消滅した後、ロシア以外のすべての国が独立を宣言し、アルメニア第一共和国が成立した。1920年にはザカフカース社会主義連邦ソビエト共和国に編入され、1922年にはソビエト連邦の建国メンバーとなった。1936年には、アルメニア・ソビエト社会主義共和国を含む構成国が完全な連邦共和国へと変貌を遂げ、トランスコーカサス州は解散した。1991年、ソビエト連邦の崩壊に伴い、現代のアルメニア共和国が独立した。
アルメニアは単一・多政党制・民主主義の国民国家である。発展途上国であり、人間開発指数（2021年）では85位にランクされている。その経済は主に工業生産と鉱物採掘に基づいている。アルメニアは地理的には南コーカサスに位置しているが、一般的には地政学的には欧州と考えられている。アルメニアは地政学的に多くの点で欧州と連携しているため、欧州評議会、東方パートナーシップ、ユーロコントロール、欧州地域協議会、欧州復興開発銀行など、数多くの欧州組織に加盟している。アルメニアはまた、アジア開発銀行、集団安全保障条約機構、ユーラシア経済連合、ユーラシア開発銀行など、ユーラシア大陸の特定の地域グループにも加盟している。アルメニアは、国際的にアゼルバイジャンの一部と認められている地域であり、ロシアの軍事的後ろ盾があって1991年に一方的に独立が宣言された事実上の独立国であるアルツァフ共和国（ナゴルノ・カラバフ）を支持してきたが、2023年9月19日、トルコ、イスラエルからの支援を得たアゼルバイジャンからの軍事反攻を受けてナゴルノ・カラバフ地域のアルメニア人は全面降伏。アルメニアはアルツァフ共和国（ナゴルノ・カラバフ）をわずか3日で失った。

## 国名
正式名称はアルメニア語（アルメニア文字）で、Հայաստանի Հանրապետություն（ラテン文字転写: Hayastani Hanrapetut'yun）。通称、Հայաստան（Hayastan、ハヤスタン）。
英語の公式表記は、Republic of Armenia。通称、Armenia。日本語の表記は、アルメニア共和国。通称、アルメニア。
アルメニア人は自らをհայ（hay）ハイ（複数形はհայեր（hayer）ハイェル、またはհայք（hayk'）ハイク）、国をハヤスタン、またはՀայք（Hayk'）ハイクと呼ぶ。
正式名称Հայաստանの語源は、アルメニア人の始祖ハイク・ナハペトとペルシャ語で国を示す接尾語スターンから来ている。アルメニアは、ハイ族の王アルメナクから来ている。

## 歴史
先史時代にはクラ・アラクセス文化があったことが知られており、文明の早い時期から車輪が使われていた。
紀元前6世紀ごろには国際的な商業活動を盛んに行っていたと言われ、紀元前1世紀にアルメニア高原を中心に大アルメニア王国を築き繁栄した。しかしローマ帝国とパルティア、サーサーン朝ペルシア帝国の間で翻弄され、両国の緩衝地帯として時に属州となることもあった。
1世紀ごろにはキリスト教の布教（十二使徒聖タデヴォス、聖バルトゥロメウスが伝道し、殉教した）、2世紀にはアルメニア高地の各地にキリスト教徒がかなりの数に上ったと伝える。
紀元301年には世界で初めてキリスト教を国教とした。
405年 - 406年、アルメニア文字がメスロプ・マシュトツ（361年 - 440年）によって創始された。
古代アルメニア王国は、5世紀初頭ごろに東ローマ帝国とサーサーン朝の間で分裂した。その後、サーサーン朝の支配下に入り（サーサーン朝領アルメニア）、さらにイスラム帝国の侵攻を受けるが（アルメニア首長国）、9世紀半ばにはバグラト朝が興り（バグラトゥニ朝アルメニア）、独立を回復した。バグラトゥニ朝のもと、9世紀にバグラトゥニ王国が復活してアルメニア王国となった。東ローマとの戦争で衰退し、1045年に王国は陥落し、アルメニアはすぐにセルジュークトルコの侵略を受けた。
しかしバグラト朝も長くは続かず、セルジューク朝（en:Seljuq Armenia）、en:Zakarid Armenia、モンゴル帝国（en:Mongol Armenia）、ティムール朝（en:Turkmen Armenia）などの侵入が相次いで国土は荒廃。このため10世紀に多くのアルメニア人が故国を捨てる（ディアスポラ）ことになった。その中の一部は11世紀にトルコ南東部のキリキアに移住しキリキア・アルメニア王国を建国、14世紀末まで独立を保った。アルメニア公国と後にキリキア・アルメニア王国は、11世紀から14世紀の間に地中海の海岸に位置していた。

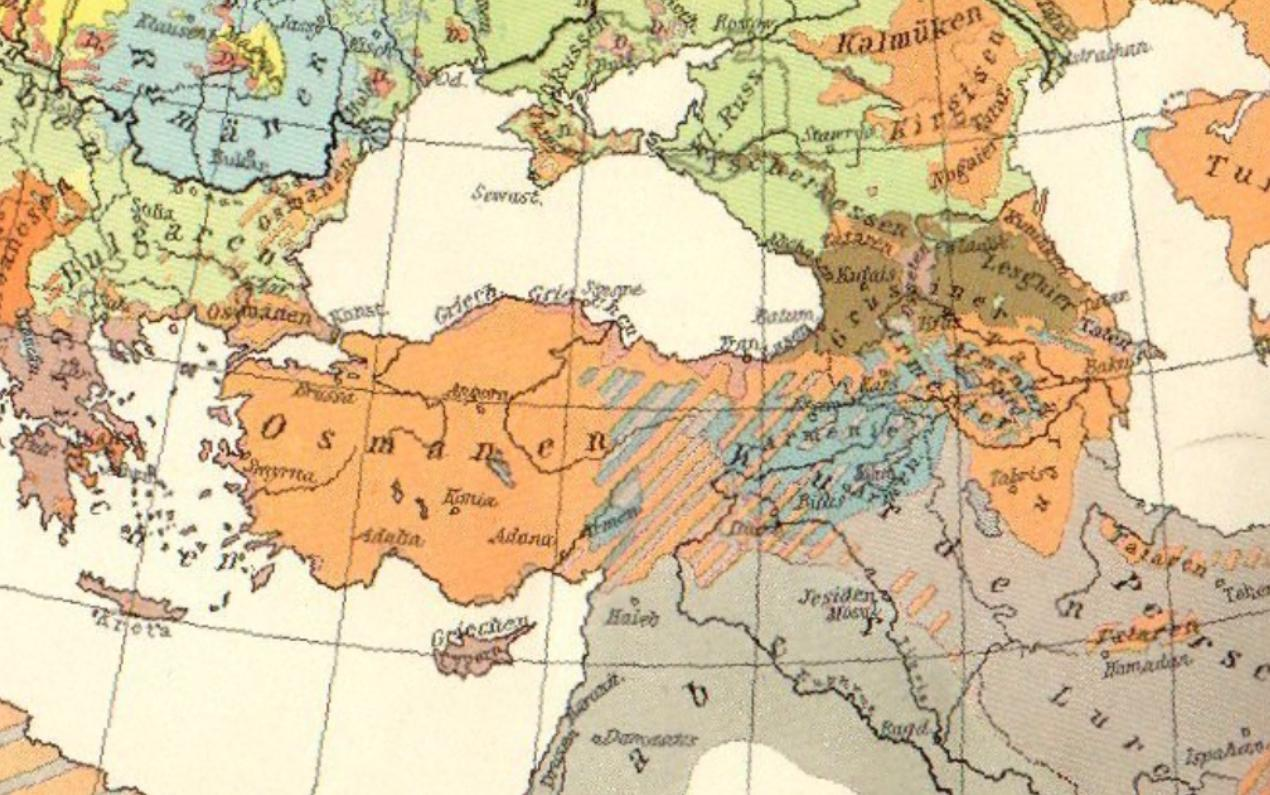
20世紀初頭のアルメニア人の居住地域（濃い水色）

1636年からは、オスマン帝国（en:Armenians in the Ottoman Empire）とサファヴィー朝ペルシア（en:Armenians in the Persianate）に分割統治され、何世紀にもわたって、2つのどちらかによって繰り返し支配された。
1826年に始まった第二次ロシア・ペルシア戦争の講和条約であるトルコマンチャーイ条約（1828年）によってペルシア領アルメニア（東アルメニア）がロシア帝国に割譲された。
西部アルメニアはオスマン帝国の支配下にあった。オスマン帝国は長く多民族が共存する帝国であったが、19世紀後半には多数派であるトルコ人とアルメニア人など帝国内諸民族でナショナリズムが高まった。アルメニア人は19世紀末から、オスマン帝国がロシアなどと戦った第一次世界大戦中とその直後にかけて多数が虐殺され（アルメニア人虐殺）、生き残ったアルメニア人も多くは欧米に移住するかロシア領に逃げ込んだ。
第一次世界大戦中の1917年に起きたロシア革命でロシア帝国は消滅。帝国内主要民族は独立を目指し、アルメニア人もアルメニア第一共和国を成立させたが、革命でロシアの権力を握った赤軍の侵攻を受けて崩壊。1920年にはアルメニア・ソビエト社会主義共和国が成立。1922年には同じく南カフカス（ザカフカース）にあるジョージア、アゼルバイジャンとともにザカフカース社会主義連邦ソビエト共和国に編入され、ソビエト連邦（ソ連）の建国メンバーとなった。1936年には再びアルメニアを領域とするアルメニア・ソビエト社会主義共和国となった。
ソ連末期の1988年2月、アゼルバイジャン・ソビエト社会主義共和国のナゴルノ・カラバフ自治州でアルメニアに帰属替えを求めるアルメニア人の運動が起こり、これに反発したアゼルバイジャン人との緊張の中で衝突し、両国の本格的な民族紛争（ナゴルノ・カラバフ戦争）に発展した。
ソビエト連邦の崩壊に向かう中、アルメニアは1990年8月23日に主権宣言、1991年のソ連8月クーデター失敗直後の9月21日に独立宣言を発し、独立は国民投票で承認された。10月17日、大統領選挙でレヴォン・テル＝ペトロシャンが圧勝した。
1991年12月21日、独立国家共同体（CIS）に加盟。同年12月25日付でソ連は解体・消滅し、アルメニアは晴れて独立国家となった。しかし、ナゴルノ・カラバフをめぐるアゼルバイジャンとの紛争は現在も続いている。

## 政治
アルメニアの政体は共和制を採っている。
1995年7月、新議会選挙および新憲法草案について国民投票が行われる。議会選挙では共和国ブロックが勝利、新憲法についての選挙では大統領任期5年、議会解散権、首相任免権付与などの内容が採択された。1996年9月、新憲法のもとで初の大統領選挙が実施された。初代大統領のレヴォン・テル＝ペトロシャンが再選される。1998年、テル＝ペトロシャンの辞任に伴い大統領選挙が行われ、ロベルト・コチャリャンが選出される。1999年10月、国会内で首相や国会議長など8名が死亡した銃撃事件が起こった（アルメニア議会銃撃事件）。
その後、おおむね政情は安定していたが、コチャリャンの任期終了に伴い2008年に行われた大統領選挙でセルジ・サルキシャンが選出。対立候補であった元大統領のテル＝ペトロシャン陣営はこの結果に異議を唱え、大規模な抗議活動が発生、同年3月1日から3月20日まで非常事態宣言が発令されるなど、政情が一時不安定になった。同年4月にサルキシャンは大統領に就任。その後、任期中の2015年に大統領権限の大半を首相に移し、議院内閣制を導入する改憲を成立させた。
2018年に2期10年の任期が満了したが、同年4月17日にサルキシャンは大統領退任に伴い首相に鞍替えしたことから、長期政権や汚職疑惑に野党や一部の国民が反発し、大規模な抗議活動へと発展した。これを受けてサルキシャンは4月23日に辞任を表明、5月1日に首相選出選挙が行われたが、最大野党のニコル・パシニャン党首しか出馬しなかったことを理由に与党は反対し、新首相の選出は否決された。この結果を受けたパシニャン支持派が首都のエレバンで大規模な抗議活動やゼネラル・ストライキが起こり、12月に総選挙が実施されパシニャン首相が率いる改革派が勝利した。

### 行政
議院内閣制の国家。国家元首は大統領で、任期は7年。アルメニア議会による間接選挙で選出される。大統領は首相を任命し、首相の提案によりその他の閣僚を任免する。

### 立法
一院制の国民議会があり、その任期は4年となっている。定数は107議席。選挙制度は2021年より、従来の大選挙区比例代表並立制から厳正拘束名簿式の政党名簿比例代表に一本化された。
なお、州知事と大都市の市長は任命制である。

### 政党
複数政党制で、独立後から多数の政党が存在している。

### 司法
アルメニアの司法はアルメニアの法律を解釈し、適用する。三権分立の原則に基づき、司法府は議会の立法権や首相の行政権とは別に司法権を行使する。憲法によると、アルメニア最高司法評議会によって統制されるヒエラルキーである。一方、アルメニア法務省（アルメニア語：Հայաստանի արդարադատության նախարարություն）は、行政権を有し、アルメニア政府の政策を執行する政府機関であり、法律や条例に関係している。
アルメニア憲法第7条に基づき、最高司法評議会を保証人として、アルメニアの司法は三審制を通じ、裁判所によってのみ行使される。

#### 憲法裁判所
憲法裁判所は同国における憲法審査の最高法的機関であり、行政、立法、司法から独立した司法機関である。立法の合憲性を監督する責任を負う。

#### 専門裁判所
首都エレバンにある専門裁判所(Մասնագիտացված դատարաններ)は、行政裁判所(Վարչական դատարան)と破産裁判所(Սնանկության դատարան)の2種類がある。

#### 破毀院
アルメニア破毀院（Հայաստանի վճռաբեկ դատարան）は本拠地を首都エレバンに置き、アルメニア全土を管轄する。

#### 控訴裁判所
民事控訴裁判所(Վերաքննիչ քաղաքացիական դատարան)、刑事控訴裁判所(Վերաքննիչ քրեական դատարան)、そして行政控訴裁判所(Վերաքննիչ վարաչական դատարան)の三種類があり、首都エレバンに拠点を置き、アルメニア全土を管轄する。

#### 第一審裁判所
第一審裁判所(Հայաստանի առաջին ատյանի ընդհանուր իրավասության դատարաններ)は、アルメニアの第一審裁判所である。
首都エレバンでは、12の地区を8つの裁判所が担当し、他の10州は9つの裁判所が担当する。また、アララト州とバヨツ・ゾル州を除き、アララト州の裁判所が管理する。

## 国際関係

アルメニアの国際関係（2018年時点）:
国交がある国
国交がない国
外交関係を停止した国

ナゴルノ・カラバフを巡り、アゼルバイジャンと対立している。2020年ナゴルノ・カラバフ紛争ではロシア連邦の仲介下で同年11月10日に停戦協定が発効した。しかし、2023年に起きたナゴルノ・カラバフ衝突により事実上の全面降伏。
独立以降、一貫して集団安全保障条約（CSTO）という軍事同盟を結ぶ親露国家であるが、2018年に反汚職、反腐敗を掲げ、欧米のNGOにも支援されて発足（ビロード革命）したパシニャン政権は親欧米路線に転換しつつある。2020年以降のナゴルノ・カラバフ紛争の経過を受けて、軍事同盟を結ぶ関係ながら支援を得られないとしてロシアを強く批判する一方、在外アルメニア人の多いアメリカ合衆国やフランスを中心とした欧米西側諸国に接近。現与党の市民契約党も親欧米路線を掲げる。アメリカ合衆国は下院議長（当時）のナンシー・ペロシが訪問したり、アルメニア軍がアメリカ軍と合同軍事演習を行うなど、アルメニアの取り込みを図っている。将来的な欧州連合 (EU) や北大西洋条約機構 (NATO) 加盟へと動く可能性も指摘されており、新たな火種となり兼ねない危険性もある。
トルコともアルメニア人虐殺の歴史認識をめぐって対立していたが、2009年10月10日にスイスでトルコとの国交調印式が行われた。2021年4月24日にアメリカ合衆国大統領ジョー・バイデンがアルメニア人迫害を「ジェノサイド」と正式に認定する声明を発表した。これにより、今後トルコとの軋轢が激化する可能性が懸念されている。
現在の国際連合加盟国のうち、パキスタンだけはアルメニアを国家として認めていない。
ハンガリーとは、アゼルバイジャンの軍人ラミル・サファロフによるアルメニア軍人殺害事件を巡って、彼の身柄を母国に引き渡したことに抗議し、2012年より外交関係を停止している。
アルメニア人も多く住む隣国ジョージアとの関係は比較的平穏に保たれており、イランとの関係も比較的良好である。

## 軍事
国防組織としてアルメニア共和国軍が存在し、内陸国のために海軍は存在せず、アルメニア陸軍・アルメニア空軍の2軍種により構成される。管轄は国防省である。また、国家保安局によって管轄される形で国境警備隊が存在している。

### 情報機関
国家保安局（NSS）が国内唯一の情報機関となっている。

## 地理

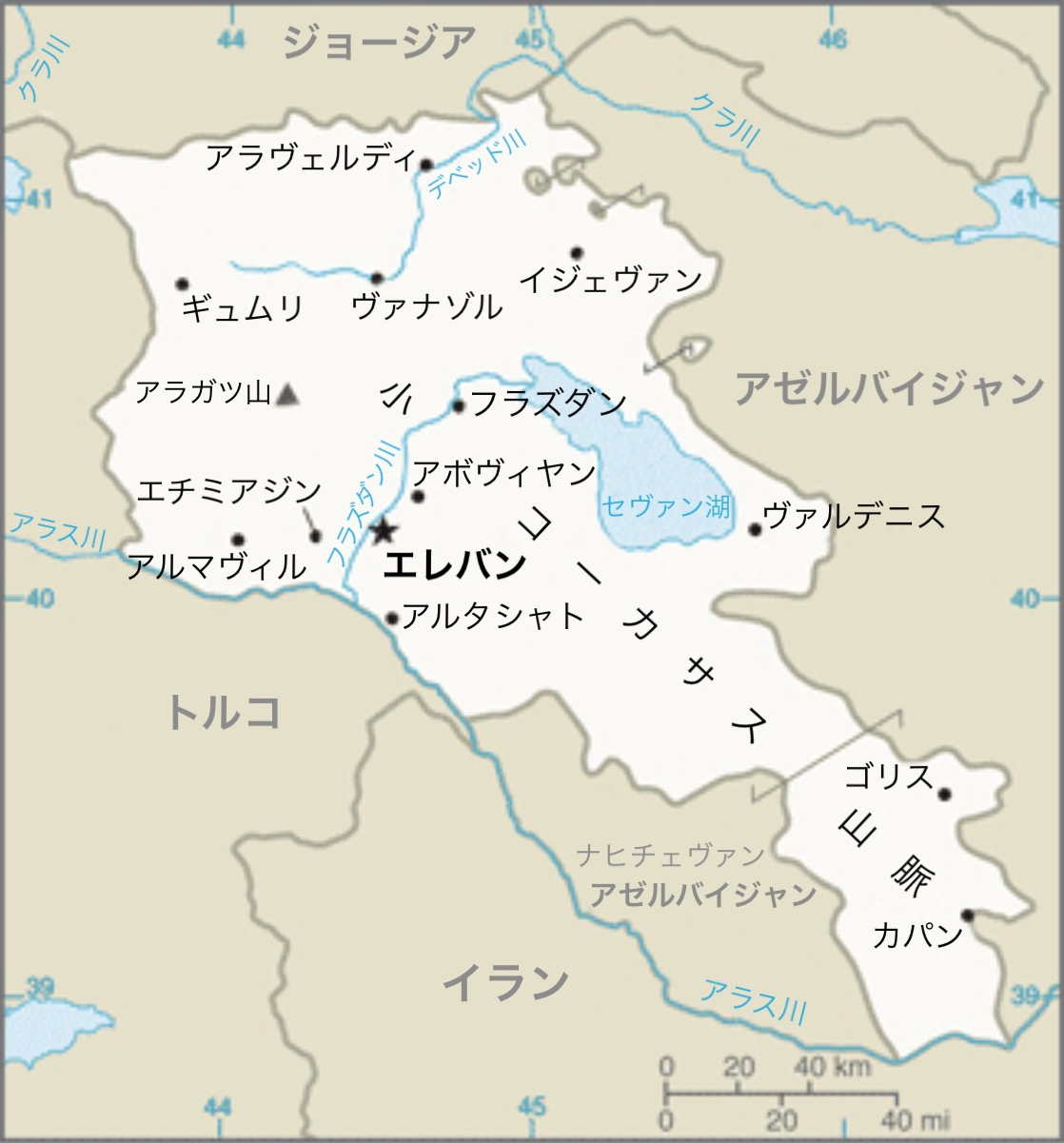
アルメニアの地図

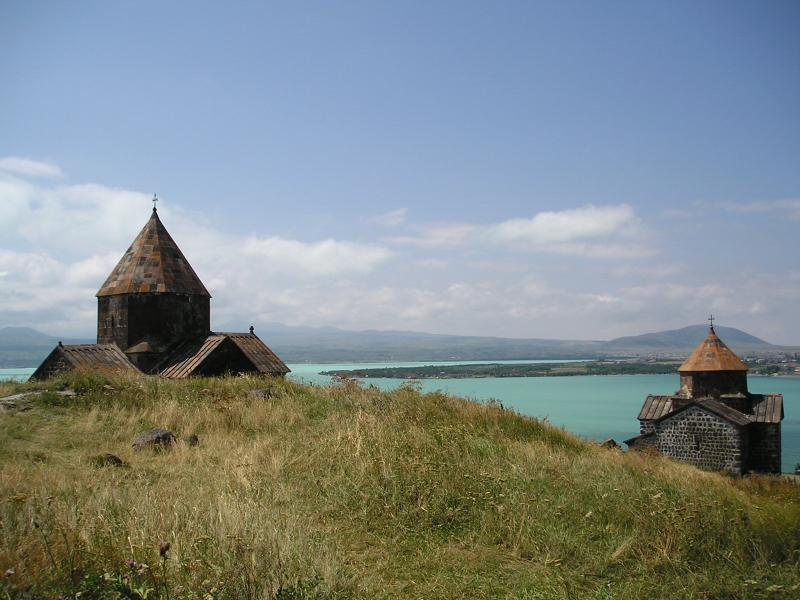
セヴァン湖

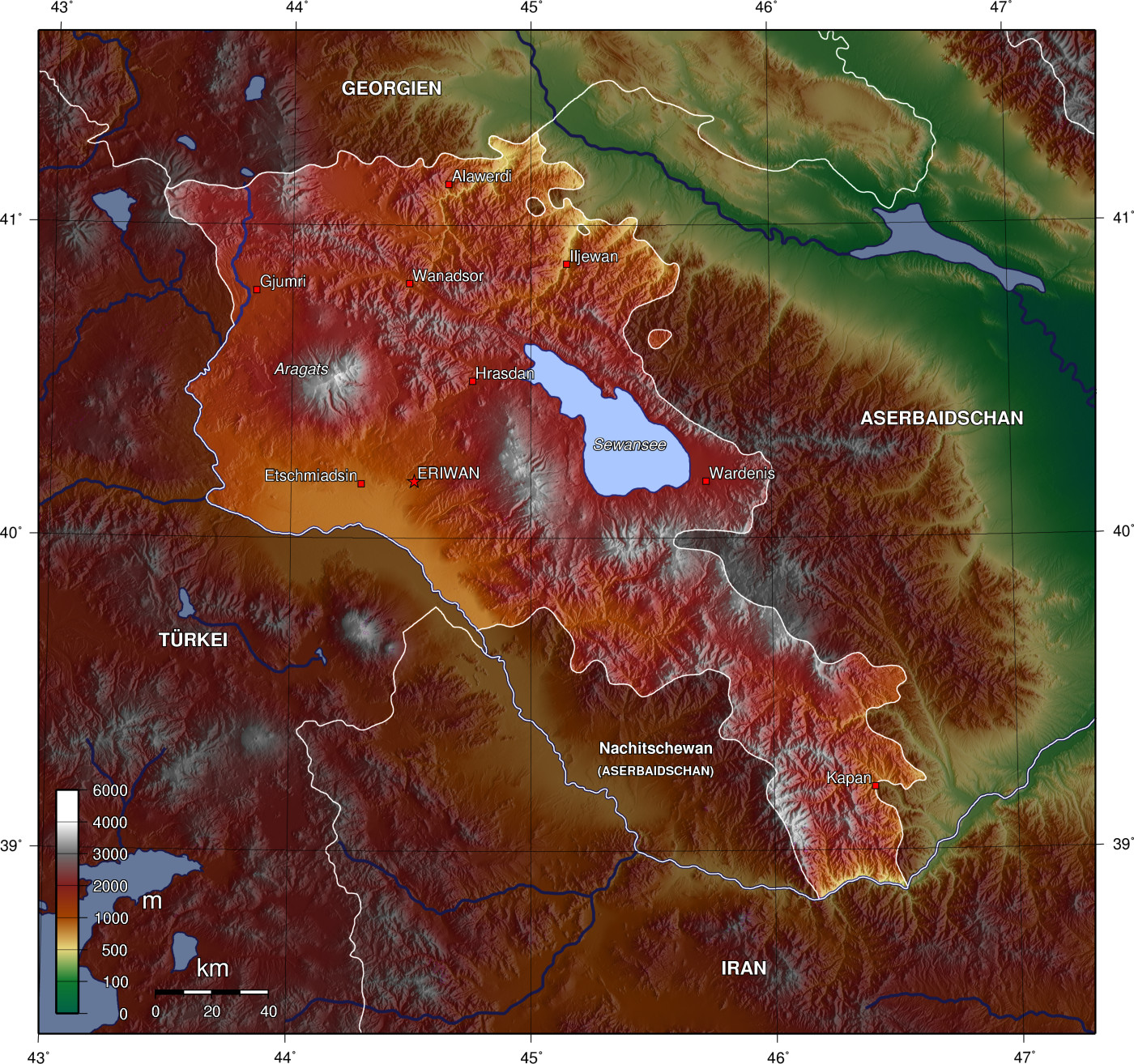
アルメニアの地形図

アルメニア共和国は、黒海の南部、カスピ海の西部に位置するアルメニア高地の最東端にあり、面積はこの高地全体の一割に過ぎない。北側に小コーカサス山脈と西側にはアルメニア高地が広がる山国。平地はまれで、国土の90%において標高1,000  - 3,000メートルであり、3,000メートル級の山岳も珍しくない。最高地点はアラガツ山頂で標高4,090メートル、最低地点は北部のデペート川下流にあるベルタヴァン村近くの渓谷の標高380メートルである。
国内最大の平地は首都エレバンが位置するアララト盆地で肥沃。名前の通りアララト山（「ノアの方舟」で有名、高さ5,165メートル）を見上げる位置にあり、トルコとの国境を流れるアラス川（アラクス川、キュル川）の左岸に広がっている。アララト盆地の高度は800メートル以上。1万年前から人が居住していたことが考古学的発掘で知られている。
中央部にセヴァン湖（標高1,900メートル、深さは36 - 80メートル。高山の淡水湖である）が存在しており、ここで採れる魚はブラウントラウトの近縁種であるセヴァンマス（アルメニアを代表する固有種の一つであり、「イシュハン・ヅーク（魚の王子さま）」と呼ばれる）やホワイトフィッシュが存在する。森林は少なく、急流となった小規模な河川が多い。森林地帯は国土の15%で、可耕地は17%、牧草地は30%、乾燥不毛地は18%を占めている。
隣国のトルコやイラン同様、地震が多い。1988年に発生したアルメニア地震では2万5,000人もの死者を出した。
鉱物資源に富み、鉄鉱石、ボーキサイト、銅、亜鉛、モリブデンが産出される。また、南部のシェニーク地方ではウラニウム鉱床も確認されている。石灰岩は全国に分布する。

### 気候
気候の特徴としては、日照時間が多いことが挙げられている。アララト盆地（首都エレバン）では年間2,711時間で、40℃を超える時もある。
ケッペンの気候区分によると、低地はステップ気候（BS）、高地は亜寒帯湿潤気候（Df）である。低地は雨が少なく、高地は多い。高地特有の大陸性乾燥気候で、四季がある。年平均降水量は地域によって差があるが200 - 900ミリである。
首都エレバンの平均気温は11.4℃、年降水量は318ミリ。1月の平均気温は氷点下5.5℃、8月は25.5℃である。しかしながら高地に位置すること、冬季に前線が停滞することなどから天候は変化に富んでおり、エレバンに限定しても氷点下25℃から40℃まで気温が変化する。

## 地方行政区画

アルメニアは11の地方（marzer、単数はmarz）に分かれる。
1. アラガツォトゥン地方 (Արագածոտնի մարզ)
2. アララト地方 (Արարատի մարզ)
3. アルマヴィル地方 (Արմավիրի մարզ)
4. ゲガルクニク地方 (Գեղարքունիքի մարզ)
5. コタイク地方 (Կոտայքի մարզ)
6. ロリ地方 (Լոռու մարզ)
7. シラク地方 (Շիրակի մարզ)
8. シュニク地方 (Սյունիքի մարզ)
9. タヴシュ地方 (Տավուշի մարզ)
10. ヴァヨツ・ゾル地方 (Վայոց Ձորի մարզ)
11. エレバン (Երևան)

### 主な都市
- エレバン - アルメニアの首都であり、世界最古の都市の一つでもある。北緯40度10分、東経44度31分に位置する。人口約106万人（2004年）。
- クマイリ - 第2の都市で、人口は21万人。
- ヴァナゾール - 人口17万人の第3の都市。
- エチミアジン - 人口5万人の第4の都市。アルメニア使徒教会のカトリコス首座主教座がある宗教的中心地。

## 経済

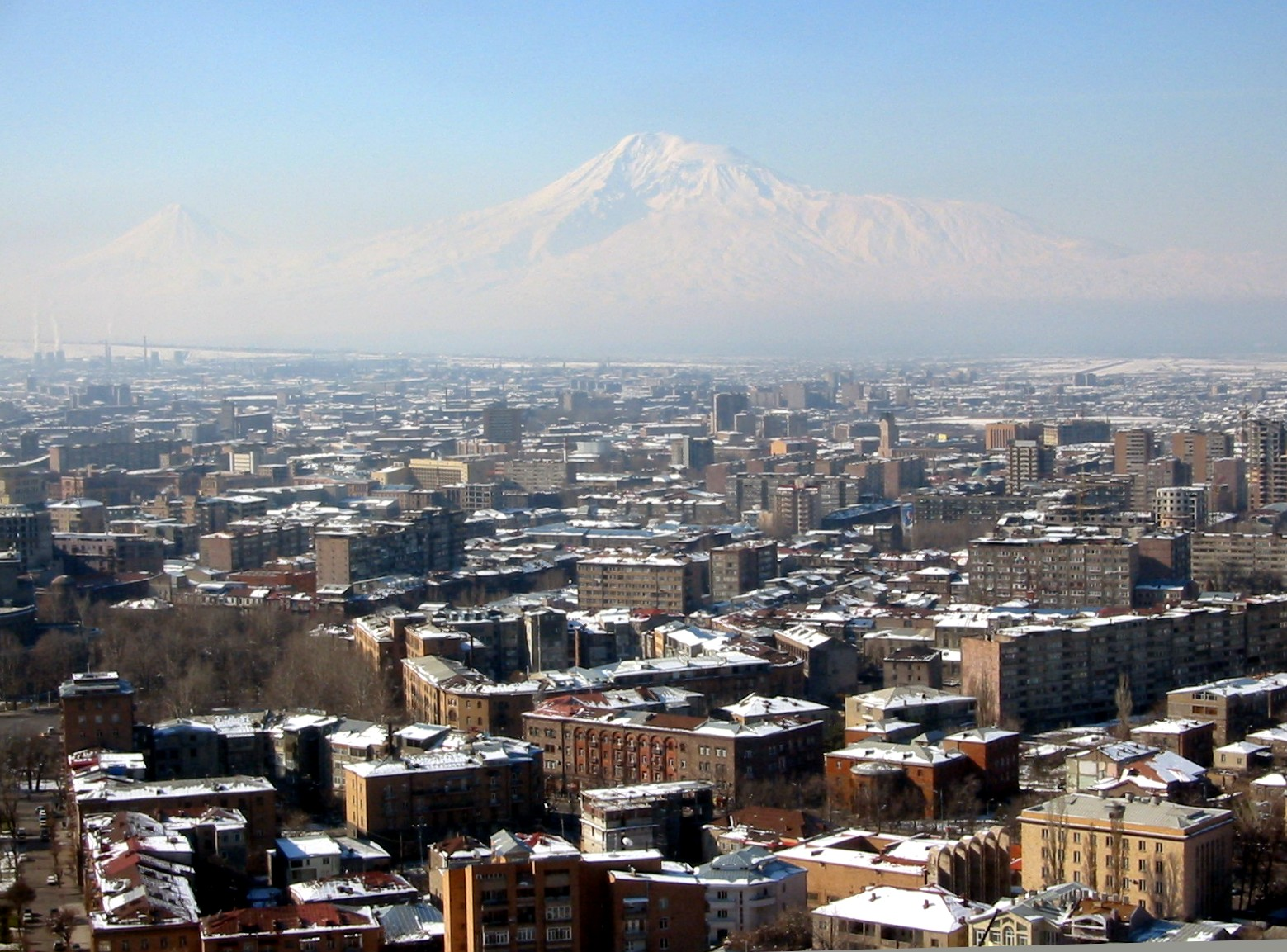
首都エレバン

IMFの統計によると、2013年のアルメニアの名目GDPは104億ドルである。1人当たりは3,173ドルで、南コーカサス3国の中では最も低く、世界平均の約30%の水準に留まっている。
主要産業は、農業、工業、宝飾品加工業。都市人口率が65%と高く、農林水産業従事者は国民の8%に過ぎない。農業では綿、ブドウ、野菜などの青果物栽培が盛ん。穀物としては小麦と大麦を産する。
アルメニアは新生代ならび中生代の造山帯の中央に位置し、国内に多数の火山性塊状硫化物鉱床が点在する。この為、規模は小さいものの貴金属を産する。主な鉱物資源は金（2003年時点の採掘量は1.8トン）、銀（同4トン）、銅（同1.8万トン）である。
同国はエネルギー資源を産出せず、地域紛争で近隣諸国から孤立していることから、国内電力需要の40%以上を老朽化したメツァモール原子力発電所に頼っている。メツァモール原子力発電所は1988年のアルメニア地震のあと、独立後の1995年まで6年半にわたって閉鎖されたが、その間、国内は深刻な電力不足に陥った。2015年から2021年にかけて、ロシアの融資で設備の近代化工事が行われ、2026年までの運転延長が可能となった。

## 国民
| 民族構成（アルメニア） | 民族構成（アルメニア） | 民族構成（アルメニア） | 民族構成（アルメニア） | 民族構成（アルメニア） |
| ---------------------- | ---------------------- | ---------------------- | ---------------------- | ---------------------- |
|                        |                        |                        |                        |                        |
| アルメニア人           | アルメニア人           |                        | 98.1%                  | 98.1%                  |
| クルド人               | クルド人               |                        | 1.3%                   | 1.3%                   |
| ロシア人               | ロシア人               |                        | 0.4%                   | 0.4%                   |
| その他                 | その他                 |                        | 0.2%                   | 0.2%                   |

### 民族
住民の大半はアルメニア人（98.1%）。次いでクルド人（1.3%）、ロシア人（0.4%）、アッシリア人（0.1%）が居住している。
他には少数民族として、アゼルバイジャン人も存在する。
同国の賃金は安いため、就労年齢に達した男性は、国外（特にアルメニアの3倍の賃金を得られるロシア連邦）へ、季節労働者として出稼ぎに行くことが多い。アルメニア人男性の9割が職を求めて海外の国々へ赴く。
また就労先の国で国際結婚を果たして家庭を持つ男性も多く、それに伴う形で同国の人口が減って来ており、1991年のソビエト連邦の崩壊時に350万人だった人口は2017年時点で290万人となっている。

### 言語
公用語はアルメニア語。アルメニア語はインド・ヨーロッパ語族の一種に該当する言語で、印欧祖語から派生したといわれている。
かつては旧ソ連の構成国であったことも絡み、ロシア語が共通語として幅広く通用する。

### 宗教
宗教では、非カルケドン派正教会の一つであるアルメニア使徒教会の信者が大部分を占める。他にギリシャ正教やカトリック（東方典礼カトリックのアルメニア典礼カトリック教会）、改革派プロテスタントのアルメニア福音教会の信徒がいる。301年に世界で初めてキリスト教を国教化したことで有名。
少数民族であるクルド人やアゼルバイジャン人の多くはイスラム教を信仰し、クルド人の中にはヤズディ教の信者も存在する。なお、イスラム教に改宗したアルメニア人であるヘムシン人と呼ばれる民族が、隣国トルコなどに存在する。

### 教育
教育制度は、5 - 6歳までの幼稚園や保育園、6 - 7歳から中等教育（10 - 11年制。小学校にあたるのが1 - 3年生、中学校にあたるのは4 - 8年生、高等学校にあたるのが9 - 10年生、高校とは別に2、3年制の専門学校があり、2年で卒業して専門技術職に就くなり、3年で卒業して専門職あるいは大学に行く）、その上は大学である。義務教育期間は中等教育の8年生まで。授業料は無料で、全国に1,439校ある（2003年現在）。
2011年には小学校でのチェス学習を義務化している。

## 治安
アルメニアは従来からナゴルノ・カラバフ地域を巡って隣国アゼルバイジャンとの間に紛争を抱えており、両国の国境周辺地域では発砲事件などが散発的に発生している。また、首都エレバンをはじめとする各地域でも2013年2月以降、散発的に反政権デモが発生しており、同都では2015年6月に電気料金値上げに反対する大規模デモが発生する事態に陥っている。
さらに，2016年7月には反体制派武装集団による警察署占拠事件が発生しており，今後の政情により治安が悪化する可能性が高いとされている。

### 警察
アルメニア共和国警察が主体となっている。

## マスコミ
アルメニア憲法第27条では、言論の自由と報道の自由を保証しているとされている為、現時点で弾圧を受けている報道機関やマスコミは見受けられていない。

## 文化

### 食文化

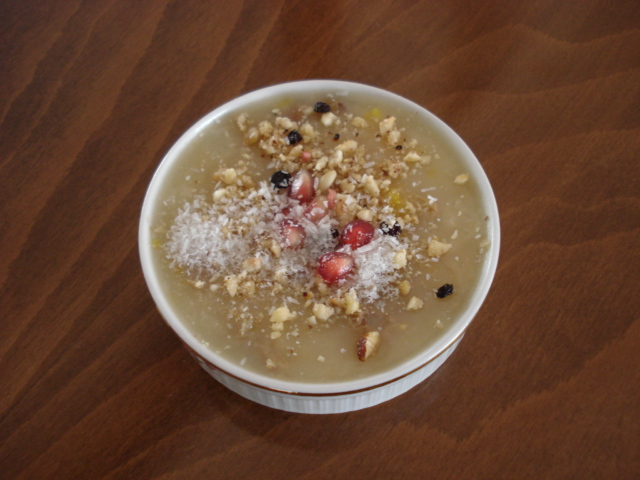
アヌシャブル(Anushabur)
「アルメニアのクリスマスプディング」や「ノアのプディング」とも呼ばれており、クリスマスと大晦日に食されている

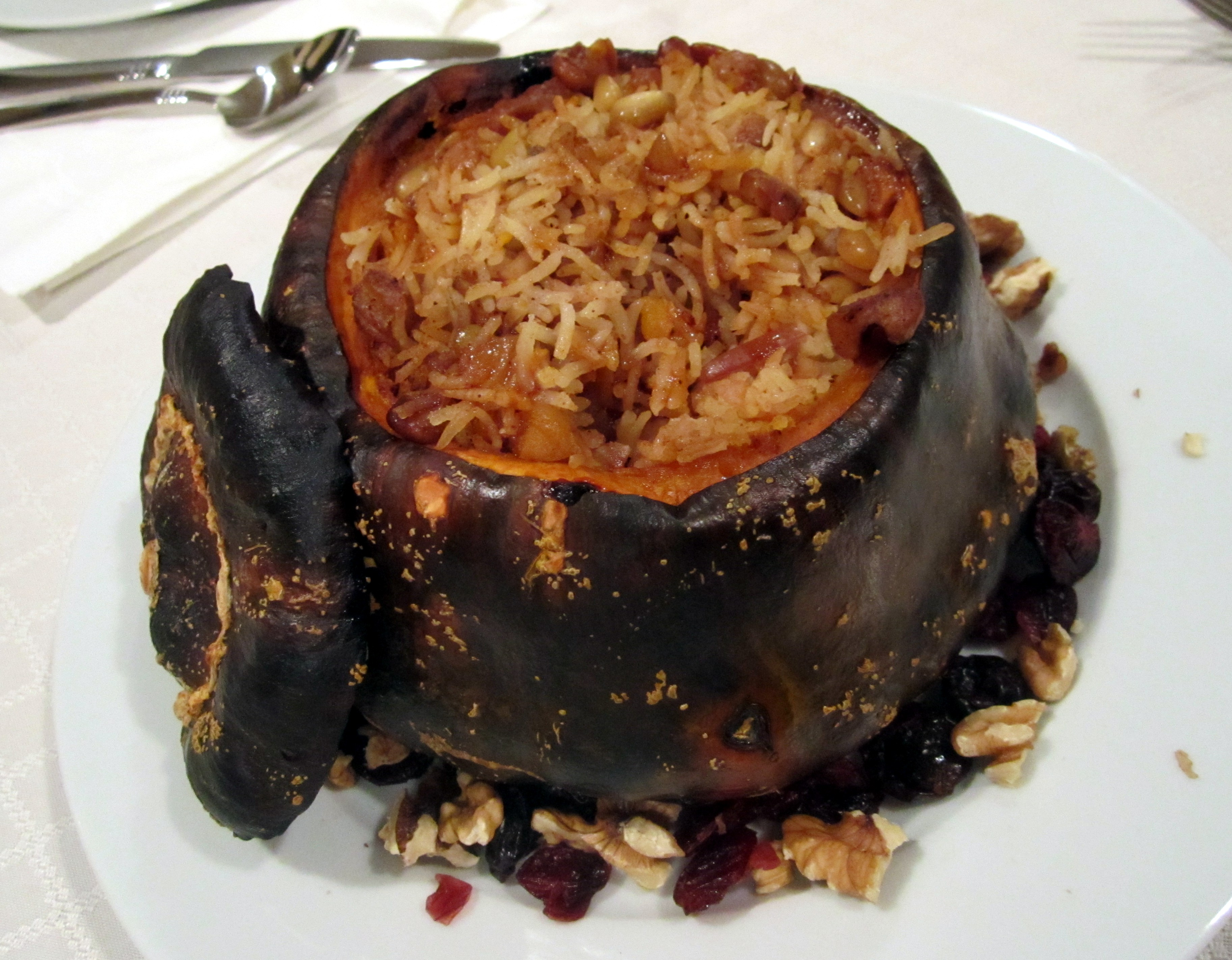
バターナッツを使ったガパマ
この料理にはドライフルーツや米が主な具材として用いられている

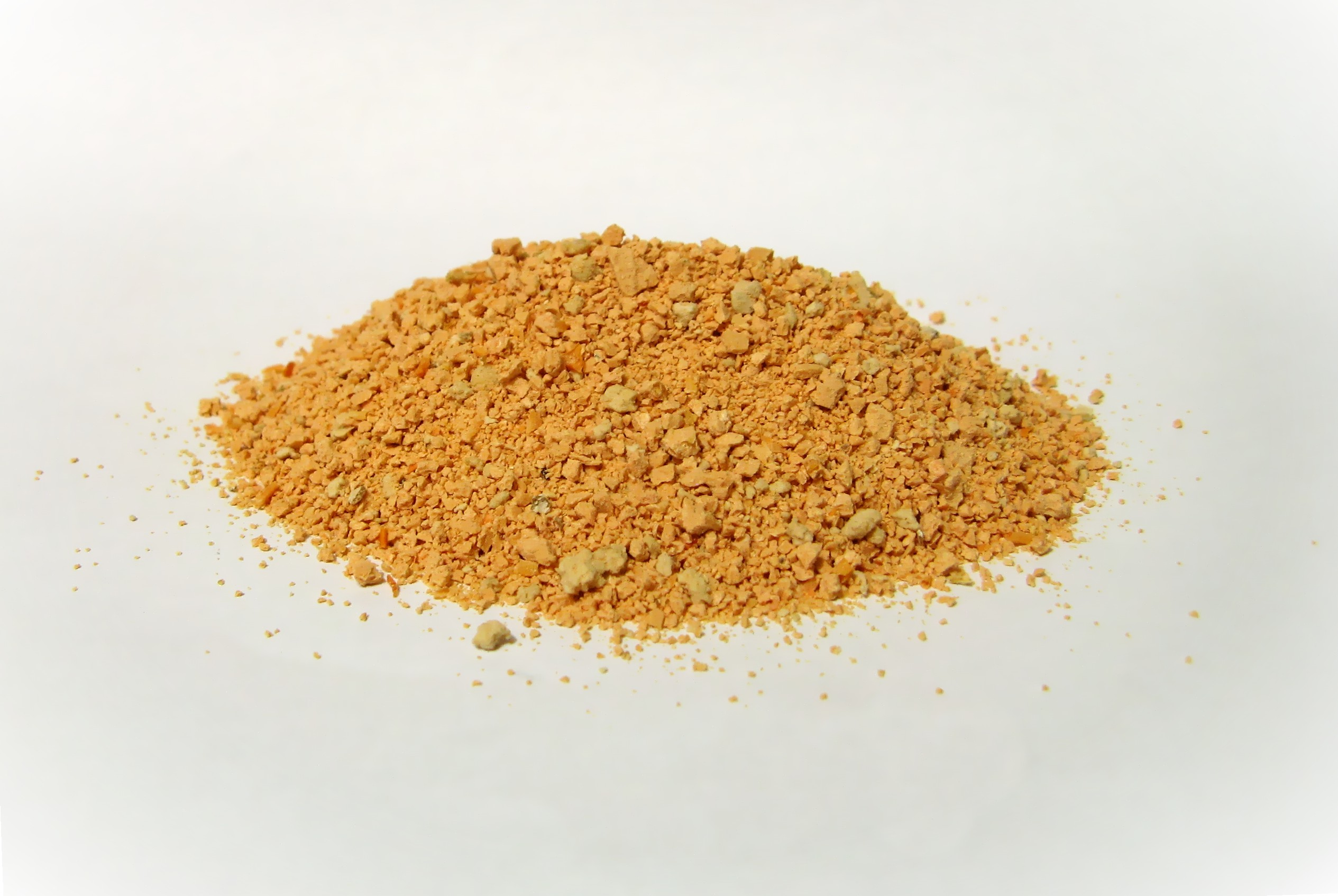
タルハナ

アルメニアでは料理に様々なハーブを多用している。ケルチク（kerchik）と呼ばれる粥のような料理には穀物と自生しているハーブが用いられている。
一般的に使用されるスパイスには、黒コショウやスマック、クミン、シナモンなどが挙げられる。
同国では羊肉や牛肉、山羊肉などの肉が食されているが、多く消費されるのは豚肉である。ゴチ（gochi）と呼ばれる伝統料理は同国において最も人気のある郷土料理でもあり、新年の祝賀のために用意されることが多い。
野菜を使った料理にはガパマと呼ばれるカボチャをベースとした甘い味付けの詰め物料理が在り、これはクリスマスの時期によく食べられている。
また、ギリシャヨーグルトをはじめ、バターやクリームならびチーズなどの典型的な乳製品が料理に使われている点も特徴の一つとなっている。
一方で、伝統的な食品にはタルハナと呼ばれる乾燥食品やパストゥルマと呼ばれる肉の塩漬けがあり、古くから食されている。
古くからワインの製造が盛んであり、特にブランデーは世界的に有名となっていて、アルメニア・コニャックと呼ばれる。

### 音楽

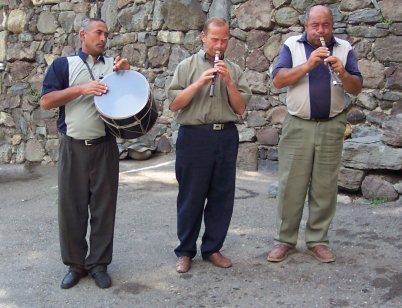
伝統音楽

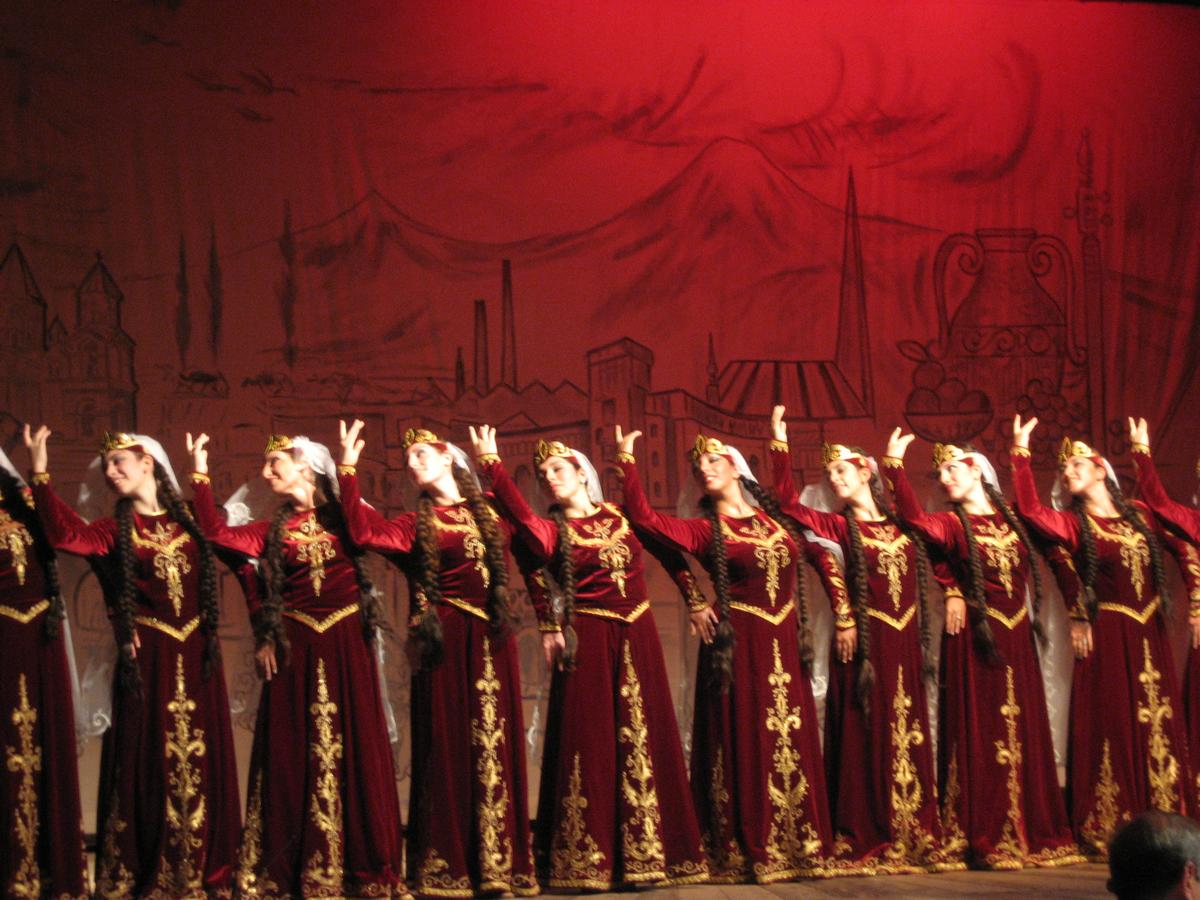
伝統的なアルメニアンダンス

### 被服

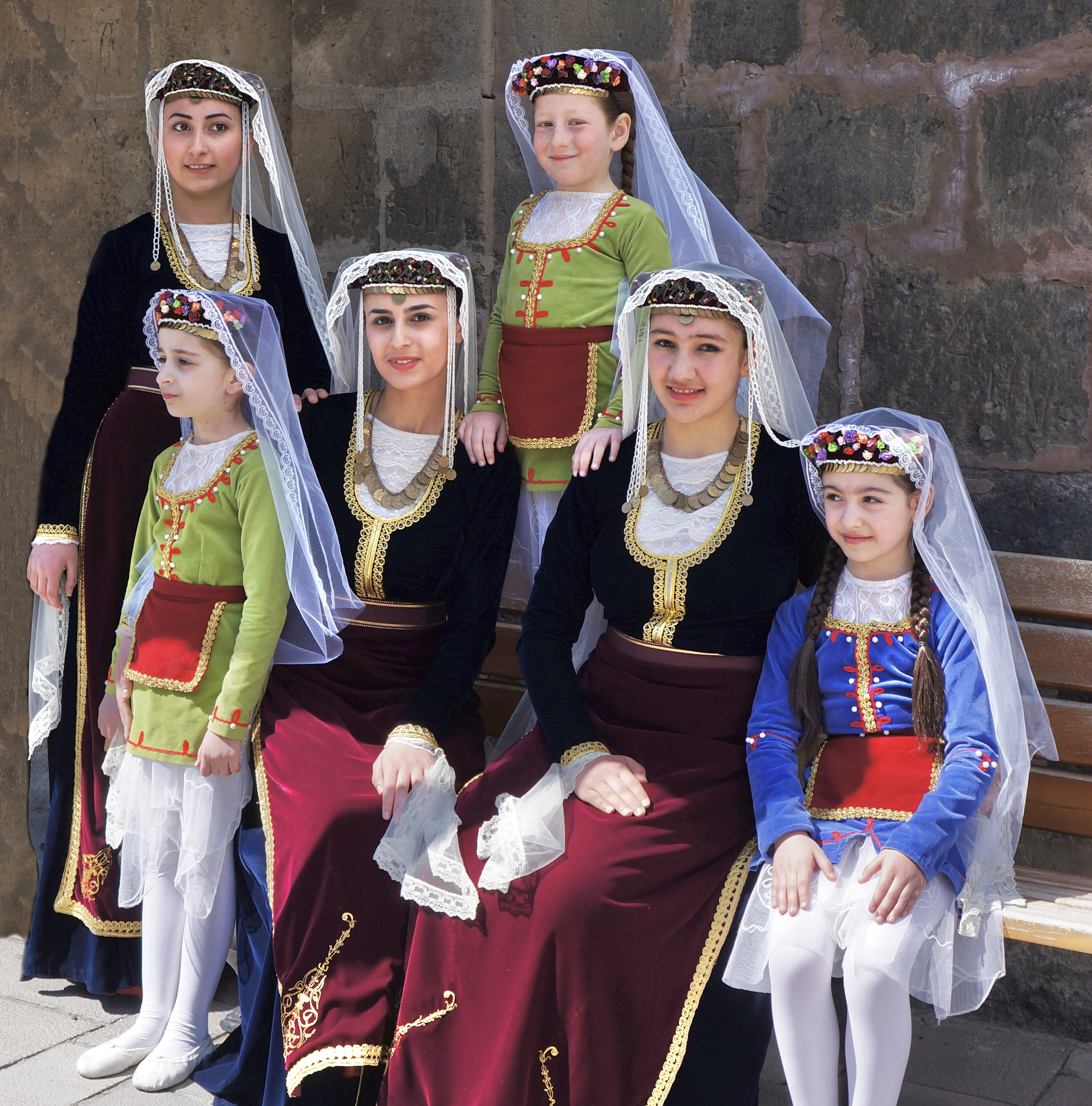
民族衣装を纏ったアルメニア人の女性たち

### 建築

#### 石の建造物
石が古くから使われてきた。紀元前9 - 8世紀以降、多くの要塞、城市、防備用建築などを石で作り上げてきた。エレバンのバザールやトゥマニヤン記念館はアルティクで産出した凝灰岩でできている。スペンディアリアン記念オペラ・バレー劇場や共和国広場にかつてあったレーニン像の石は、パンバク地方産の花崗岩である。マテナダラン（メスロプ・マシトツ記念古文書収蔵館）、ジェノサイド犠牲者碑のモニュメント、共和国広場の水飲み場「七つの泉」などは、淡灰色の玄武岩でできている。地下鉄駅の入り口ホールは多彩な大理石で飾られている。

#### ハチュカル
アルメニア語で「十字架の石」を意味するハチュカルという石碑が古来多く建てられ、石造の書物や年代記となっているほか、近年ではアルメニアと同じ地震国である日本で起きた東日本大震災（2011年3月11日）の犠牲者を追悼するハチュカルもある。

### 世界遺産

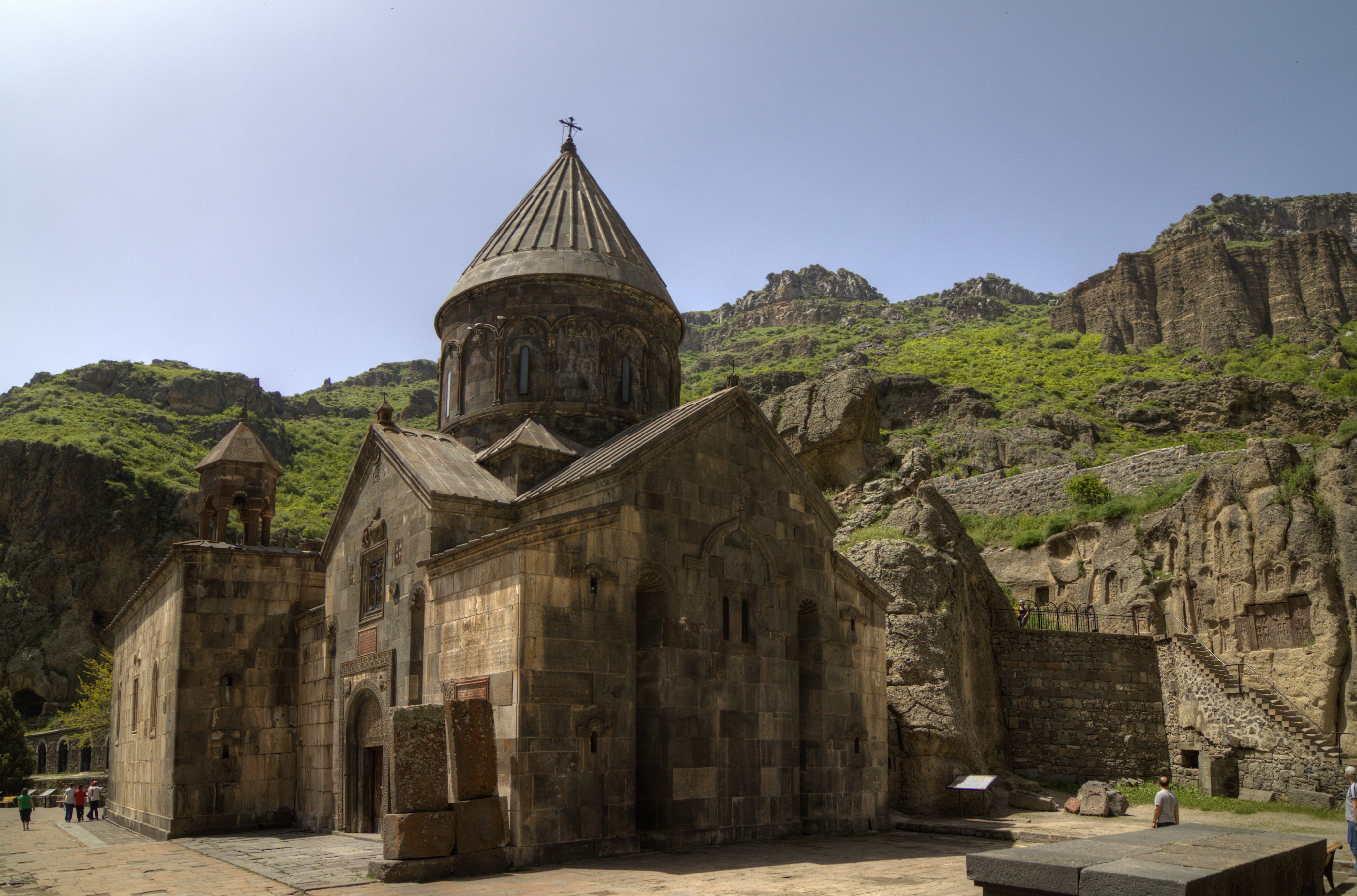
ゲガルド修道院

世界遺産として3か所の文化遺産が指定されている。991年に創建されたハフパット修道院とサナヒン修道院、4世紀に創立したゲガルド修道院とアザト川上流域、4世紀に建立されたエチミアジンの大聖堂と教会群ならびにズヴァルトノツの考古遺跡がある。

### 祝祭日
アルメニアでは伝統的なアルメニア暦も使用される。
| 日付    | 日本語表記                   | 現地語表記                | 備考                                 |
| ------- | ---------------------------- | ------------------------- | ------------------------------------ |
| 1月1日  | 元日                         | Ամանօր                    |                                      |
| 1月6日  | クリスマスおよび神現祭       | Սուրբ Ծնունդ              | 12月31日からクリスマス休暇。         |
| 1月28日 | 軍隊の日                     | Հայոց բանակի օր           |                                      |
| 4月7日  | 女性と母性の日               |                           |                                      |
| 4月24日 | 虐殺の犠牲者の記念日         | Եղեռնի զոհերի հիշատակի օր | アルメニア人虐殺への追悼             |
| 5月9日  | 戦勝と平和の日               |                           |                                      |
| 5月28日 | 1918年の共和国の日           | I Հանրապետության օր       |                                      |
| 7月5日  | 憲法の日                     | Սահմանադրության օր        | 1995年に憲法が制定されたことを祝す。 |
| 9月21日 | 独立の日                     | Անկախության օր            | 十字架挙栄祭と同一                   |
| 12月7日 | 1988年大地震、犠牲者の記念日 |                           |                                      |

### スポーツ
アルメニアでは多種多様なスポーツが行われており、人気の球技としてはサッカーやバスケットボールが挙げられる。オリンピックではレスリング、ウエイトリフティング、ボクシング、体操競技でメダルを獲得している。他方で、頭脳スポーツではチェス選手を多数輩出しており盛んである。
同国のスポーツ団体は最大組織となるものが2つ存在しており、その組織としてホメネテメンとアルメニア慈善協会が挙げられる。特にホメネテメンは世界中に支部を開設しており、アルメニア人コミュニティが存在する場所なら何処からでもアクセスが可能と言われるほど規模が大きいものとなっている。
サッカー
アルメニア国内ではサッカーが最も人気のスポーツとなっており、1992年にプロサッカーリーグのアルメニア・プレミアリーグが創設されている。アルメニアサッカー連盟（FFA）によって構成されるサッカーアルメニア代表は、これまでFIFAワールドカップおよびUEFA欧州選手権には未出場である。
アルメニアの英雄的な存在として、ヘンリク・ムヒタリアンが知られている。ドルトムント、マンチェスター・ユナイテッド、アーセナル、ASローマ、インテルなど、数々のヨーロッパのビッグクラブにおいて顕著な実績を残してきた。なお、ムヒタリアンはアルメニア年間最優秀選手賞を歴代最多となる10度受賞している。

## 象徴

### 国果
アルメニアの国果はアンズである。アンズは同国では古くから栽培されて来ており、アルメニア高地の自然を反映するものとしての意味合いも強い。